# 登木乡
登木乡是中国西藏自治区朗县下辖的一个乡，位于县境西南部，地处偏远，人口2721人。下辖10个村委会：巴桑村、多龙村、落龙村、美木村、森木村、崩达村、如字村、左嘎村、比邻村、登木村。